# ألبرتو ألفاريز
ألبرتو ألفاريز (بالإسبانية: Alberto Álvarez) هو منافس ألعاب قوى مكسيكي، ولد في 8 مارس 1991 في كينتانا رو في المكسيك.

## وصلات خارجية
- ألبرتو ألفاريز على موقع الاتحاد الدولي لألعاب القوى (الإنجليزية)
- ألبرتو ألفاريز على موقع اللجنة الأولمبية الدولية (الإنجليزية)
- ألبرتو ألفاريز على موقع أوليمبيديا (الإنجليزية)